# Cédric Coutouly
Cédric Coutouly (Albi, 16 januari 1980) is een Frans voormalig wielrenner.

## Belangrijkste overwinningen
2004
- Eindklassement Tour du Tarn-et-Garonne

## Resultaten in voornaamste wedstrijden
| Jaar | Ronde van Italië | Ronde van Frankrijk | Ronde van Spanje |
| ---- | ---------------- | ------------------- | ---------------- |
| 2006 |                  | 131e                |                  |
| 2008 |                  |                     |                  |

| Jaar | Parijs-Roubaix |
| ---- | -------------- |
| 2006 | 53e            |
| 2008 | 78e            |

Agnolutto ·
Balčiūnas · 
Bergès · 
Brard ·
Buffaz · 
Canouet ·
Coutouly · 
Crosbie ·
Girout · 
Johnson ·
Laurent ·
Martínez · 
Olivier ·
Robin ·
Ruškys · 
Salmon · 
Staelen · 
Baranauskas (stagiair) · 
Chollet (stagiair) · 
Feillu (stagiair)   
Agnolutto (tot 26/06) ·
Balčiūnas · 
Baranauskas · 
Bergès · 
Buffaz · 
Calvente ·
Canouet ·
Coutouly · 
Crosbie ·
Dekkers ·
Dueñas ·
Gonzalo · 
Johnson ·
Laurent ·
Martínez · 
Mercado ·
Olivier ·
Plouhinec ·
Ravaleu ·
Robin ·
Ruškys · 
Salmon · 
Sinner · 
Galland (stagiair) · 
Larpe (stagiair) · 
Pineau (stagiair)   
Balčiūnas · 
Baranauskas ·
Bergès · 
Bichot · 
Calvente ·
Coutouly · 
Dekkers ·
Dueñas ·
Feillu ·
Gaztañaga ·
Gonzalo · 
Hervé ·
Jalabert ·
Martínez · 
Mercado ·
Plouhinec ·
Ravaleu ·
Ravard ·
Robin ·
Salmon · 
Sinner · 
Vogondy ·
Bouet (stagiair) · 
Thiré (stagiair)   
Bergès · 
Bichot · 
Bouet · 
Caethoven ·
Casper · 
Coutouly · 
R. Feillu ·
Gaztañaga ·
Gonzalo · 
Hervé ·
Ista ·
Jalabert ·
Le Lay ·
Lequatre · 
Moreau · 
Ravard ·
Rinero ·
Salmon · 
Sinner · 
Vogondy ·
B. Feillu (stagiair) · 
Cusin (stagiair) · 
Denis (stagiair)   
Bessy ·
Casper ·
Coutouly ·
Engoulvent ·
Galland ·
Jeandesboz ·
Mangel ·
Marino ·
Mathéou ·
Morizot ·
Simon ·
Sinner ·
Talabardon · 
Delaplace (stagiair)
Bessy ·
Casper ·
Coppel · 
Coutouly ·
Delaplace ·
Engoulvent ·
Galland ·
Hivert ·
Jeandesboz ·
Joly ·
Lemoine ·
Levarlet ·
Mangel ·
Marino ·
Martias · 
Mathéou ·
Poulhiès ·
Simon ·
Talabardon · 
Laborie (stagiair) · 
Poux (stagiair) · 

Tortelier (stagiair)